# 村松暎
村松 暎（むらまつ えい、1923年8月15日 - 2008年2月7日）は、日本の中国文学者、作家。慶應義塾大学名誉教授。
作家・村松梢風の四男として東京に生まれる。長兄・友吾の子が作家の村松友視、三兄は毎日新聞記者の村松喬。慶應義塾大学で奥野信太郎に師事し、のち母校の教授を務め、名誉教授。「瞽説史記」「五代群雄伝」など小説のほか、一般向けの書物を多く著している。1989年、「色機嫌　女・おんな、また女―村松梢風の生涯」（彩古書房）で大衆文学研究賞を受賞。

## 著書
- 毛沢東の焦慮と孤独 中央公論社, 1967
- 瞽説史記 中央公論社, 1968 のち文庫
- 中国列女伝 三千年の歴史のなかで 中公新書, 1968
- 五代群雄伝 中央公論社, 1972
- 理想の敗北-孟子 新人物往来社, 1973 (現代人のための中国思想叢書)
- 日本語に強くなる本 あなたの日本人度をテストする! 日本経済通信社, 1975
- 漢字に強くなる本 あなたの日本語力をテストする! 日本経済通信社, 1975
- ことわざに強くなる本 あなたの日本人度をテストする! 日本経済通信社, 1976 のち三笠書房・知的生きかた文庫
- 新・漢字に強くなる本　かんき出版、1979 「超おもしろ漢字クイズ」広済堂文庫
- 中国三千年の体質 孔子から現在まで 高木書房, 1980
- 中国故事つれづれ草 あずさ書房, 1982 のちPHP文庫
- 中国の故事・名言ものしり辞典 日本人が学び活かした“人生の知恵" 大和出版, 1983
- 中国の英傑 2 項羽 四面みな楚歌す 集英社, 1986
- 「四字熟語」読む辞典 すらすら覚えられる 読んで楽しく使って役立つ漢字常識 経済界, 1987 (Ryu books)
- 色機嫌 女・おんな、また女 村松梢風の生涯 彩古書房, 1989
- 大人のための漢字テスト 何問できるか大挑戦! 広済堂出版, 1989 のち文庫
- 続・漢字テスト どれだけ読める?どれだけ書ける? 広済堂出版, 1989
- 漢詩の人間学 珠玉の名篇に刻まれた人生を読む PHP研究所, 1990 「さよならだけが人生だ」文庫
- あってるようでおかしな敬語常識 思わず相手をうならせる188の成功法則 HBJ出版局, 1990
- 儒教の毒 PHP研究所, 1992 のち文庫
- 超難解漢字テスト 教養・ウンチク・雑学を試す 日本実業出版社, 1992
- 中国如是我想 中央公論社, 1993
- ポケット中国の故事名言集 稲田孝,立間祥介共著 平凡社, 1997

## 翻訳
- 杭州綺譚 京本通俗小説 酣灯社, 1951
- 中国古典文学全集 第29－30巻 児女英雄伝 奥野信太郎,常石茂共訳 平凡社, 1960
- 西遊記 呉承恩 文研出版, 1971 (文研児童読書館)
- 画本西遊記 第1－6巻 中央公論社, 1983
- 中国劇画西遊記 第1－2巻 中央公論社, 1993